# Pietrelcina (stacja kolejowa)
Pietrelcina (wł: Stazione di Pietrelcina) – stacja kolejowa w Pietrelcina, w regionie Kampania, we Włoszech. Znajdują się tu 2 perony. Została otwarta w 1881.
| Pietrelcina                  |  |                          |
| Linia Benevento - Campobasso |  |                          |
| Benevento Acquafredda        |  | Cese odległość: 6,763 km |